# Li Yanlu
Li Yanlu (李延禄, avril 1895 - 1985) est le chef des forces anti-japonaises de Mandchourie durant la pacification du Mandchoukouo.

## Biographie
Né dans la province du Jilin, Li commence sa carrière en s'opposant à la tentative de Yuan Shikai de restaurer l'empire. Il rejoint l'armée du Nord-Est de la clique du Fengtian en 1917 en tant que simple soldat et devient chef de peloton puis capitaine en six ans. Politiquement, il se rapproche de la gauche et, en juillet 1931, il rejoint le Parti communiste chinois. Trois mois plus tard, les Japonais provoquent l'incident de Mukden et envahissent la Mandchourie. Évitant la capture, Li rejoint l'armée de volontaires anti-japonaise de Wang Delin qui accueillent des communistes et il devient, avec Zhou Baozhong, un officier haut gradé. Il est promu chef d'État-major de l'armée du salut national du peuple chinois de Wang et réussit à résister aux tentatives japonaises d'installer un nouvel État nommé Mandchoukouo. Il aurait aussi secrètement organisé des cellules communistes dans l'armée. Le Parti s'oppose à l'époque aux armées de volontaires et à la participation de ses membres et fonde l'armée révolutionnaire populaire du Nord-Est.
En 1933, lorsque Wang est défait par les Japonais et fuit la Mandchourie, Li reste avec les forces survivantes qui se divisent en petites unités de guérilla. En 1934, il y a toujours des forces de résistance estimées à 50 000 hommes. Toutes les unités du Parti communiste sont réorganisées dans l'unique armée unie anti-japonaise du Nord-Est avec Zhao Shangzhi comme commandant en chef. Elle est maintenant ouverte à tous ceux voulant résister à l'invasion japonaise et proclame sa volonté de s'allier avec toutes les autres forces anti-japonaises, et réussit à attirer les bandes de bandits shanlin, dont des anciennes unités de l'armée de Wang.
En 1935, lorsque le Parti communiste change officiellement de politique et commence à former un front uni, l'armée accueille et absorbe la plupart des forces anti-japonaises restantes de Mandchourie. Elle se divise maintenant en trois armées de route dont la 2e armée de route de Zhou Baozhong dans la province du Jilin, où Li est officier.
De l'été 1936 à 1938, Li est à Shanghai et Nankin pour former un front uni anti-japonais. En 1939, il est nommé vice-président du comité central des travailleurs du Nord-Est. Il est chargé de la formation des officiers qui partent combattre. Après la victoire de 1945, il devient vice-gouverneur de la province du Songjiang (en) en Mandchourie.
Après l'établissement de la République populaire de Chine, il est nommé vice-gouverneur de la province du Heilongjiang et vice-président de la conférence politique consultative locale. Il meurt de maladie en 1985 après avoir écrit une histoire du Parti communiste chinois.